# Bronisław Przyłuski
Bronisław Przyłuski (ur. 9 lutego 1905 w Siemierzu koło Tomaszowa Lubelskiego, zm. 11 kwietnia 1980 w Londynie) – polski poeta, dramaturg i tłumacz, kapitan artylerii Wojska Polskiego.

## Życiorys
W 1923 ukończył Korpus Kadetów Nr 1 we Lwowie. Od 1923 do 4 października 1925 był słuchaczem Oficerskiej Szkoły Artylerii w Toruniu (II promocja). 2 października 1925 Prezydent RP mianował go podporucznikiem ze starszeństwem z dniem 1 lipca 1925 i 15. lokatą w korpusie oficerów artylerii, a Minister Spraw Wojskowych przydzielił do 7 dywizjonu artylerii konnej w Poznaniu. 15 lipca 1927 awansował na porucznika ze starszeństwem z dniem 1 lipca 1927 i 15. lokatą w korpusie oficerów artylerii. Od 1932 do 1935 instruktor szkoły artyleryjskiej w Toruniu, dowódca baterii w 14 dywizjonie artylerii konnej w Białymstoku.
Współzałożyciel grupy poetyckiej Prom. Jako poeta debiutował w 1932. Za udział w kampanii wrześniowej (1939) odznaczony Virtuti Militari. W latach 1939–1945 przebywał w niemieckiej niewoli między innymi w Oflagu VII A Murnau, gdzie występował w obozowym teatrze prowadzonym przez Leona Schillera. W 1945 wstąpił do 2 Korpusu Polskiego we Włoszech.
Od 1947 przebywał w Anglii m.in. jako aktor polskiego teatru w Londynie, terapeuta w szpitalu psychiatrycznym w Mabledon Park i publicysta. Redaktor rubryki Przekłady dzieł pisarzy polskich stale przebywających poza krajem w londyńskim Pamiętniku Literackim. Członek ZPPnO (Związku Pisarzy Polskich na Obczyźnie). Laureat nagrody Katolickiego Ośrodka Wydawniczego Veritas (1950), Towarzystwa Przyjaciół teatru w Londynie (1965), ZPPnO (1968 i 1972), Fundacji A. Jurzykowskiego (1976). Podpisał list pisarzy polskich na Obczyźnie, solidaryzujących się z sygnatariuszami protestu przeciwko zmianom w Konstytucji Polskiej Rzeczypospolitej Ludowej (List 59). 
W swej liryce często posługiwał się dyskursem i epicką fabułą fantastyczną; ujawniały one wrażliwość moralną, pełną niepokoju i poszukiwań religijną postawę wobec świata, a także intelektualny dystans wobec stałych tematów: miejsca człowieka w przyrodzie i możliwości poetyckiego słowa. Przyłuski był także autorem dramatów misteryjnych i cenionym tłumaczem Rainera Marii Rilkego.

## Publikacje
Poezje
- Badyle (1932)
- Dalekie łąki (1935)
- Obrona mgieł (1949, Londyn)
- Poemat Nielogiczny (1949)
- Akord (1951, Maubledon Park)
- Strofy o malarstwie (1953, Maubledon Park)
- Uprosiłem ciemności (1957, Londyn)
- Listy z pustego domu (1964, Southend-on-Sea)

- Pastorałka małoszowska (1951, Londyn)
- Dramaty (1985, Londyn, wyd. pośmiertne)
  - Czas Pojednany
  - Leon I

O Bronisławie Przyłuskim
- Kalendarz życia i twórczości Bolesława Przyłuskiego (2002, Zorex, Bydgoszcz)
- Marta Mroczkowska-Gessek, Anna Mieszkowska, Bronisław Przyłuski - życie i twórczość literacka (2014, Toruń)

Nagrody
- 1930 I nagroda w konkursie Uniwersyteckiego Koła Literackiego w Poznaniu
- 1950 Nagroda Katolickiego Ośrodka Wydawniczego „Veritas” za Poemat nielogiczny i Obronę mgieł
- 1951 Nagroda Poetycka „Wiadomości” [Londyn]
- 1963 Nagroda Towarzystwa Przyjaciół Teatru w Londynie za Leona I
- 1965 Nagroda Towarzystwa Przyjaciół Teatru w Londynie za Czas pojednany
- 1969 Nagroda Związku Pisarzy Polskich na Obczyźnie im. Herminii Naglerowej (za rok 1968) za całokształt twórczości
- 1972 Nagroda Związku Pisarzy Polskich na Obczyźnie za tom Wiersze
- 1976 Nagroda Fundacji im. Alfreda Jurzykowskiego w Nowym Jorku w dziedzinie poezji.